# ダニイェル・ザゴラツ
ダニイェル・ザゴラツ（Danijel Zagorac、1987年2月7日 - ）は、クロアチア・ドゥルニシュ出身のサッカー選手。プルヴァHNL・NKディナモ・ザグレブ所属。ポジションはGK。